# Фелчу (комуна)
Фелчу (рум. Fălciu) — комуна у повіті Васлуй в Румунії. До складу комуни входять такі села (дані про населення за 2002 рік):
- Богденешть (672 особи)
- Бозія (532 особи)
- Копечана (709 осіб)
- Одая-Богдана (380 осіб)
- Ринзешть (1158 осіб)
- Фелчу (2771 особа) — адміністративний центр комуни

Комуна розташована на відстані 261 км на північний схід від Бухареста, 49 км на південний схід від Васлуя, 104 км на південний схід від Ясс, 97 км на північ від Галаца.

## Населення
За даними перепису населення 2002 року у комуні проживали 6222 особи. Усі жителі комуни рідною мовою назвали румунську.
Національний склад населення комуни:
| Національність | Кількість осіб | Відсоток |
| -------------- | -------------- | -------- |
| румуни         | 6221           | > 99,9%  |
| цигани         | 1              | < 0,1%   |

Склад населення комуни за віросповіданням:
| Релігія       | Кількість осіб | Відсоток |
| ------------- | -------------- | -------- |
| православні   | 6141           | 98,7%    |
| п'ятдесятники | 68             | 1,1%     |
| бретрени      | 5              | 0,1%     |
| адвентисти    | 4              | 0,1%     |
| баптисти      | 2              | < 0,1%   |
| римо-католики | 1              | < 0,1%   |
| атеїсти       | 1              | < 0,1%   |